# Herbstmilch – Lebenserinnerungen einer Bäuerin
Herbstmilch – Lebenserinnerungen einer Bäuerin ist der autobiographische Lebensbericht der Bäuerin Anna Wimschneider (1919–1993) aus dem Jahr 1984. Dieser in einfacher Erzählsprache verfasste Bericht über die Lebensgeschichte einer bis dahin unbekannten Frau wurde zu einem der größten Erfolge in der Geschichte des deutschen Buchhandels. Die Autobiographie war über drei Jahre in den Bestsellerlisten. Anna Wimschneider erzählt von den harten Lebensbedingungen als bayerische Bauerntochter von der Kindheit an: Als Achtjährige übernimmt sie 1927 die Aufgaben der Bäuerin auf dem väterlichen Bauernhof. Während der Kriegszeit muss sie den Hof ihres Mannes bewirtschaften, der zum Kriegsdienst eingezogen wurde.

## Hintergründe
Der Titel des Buchs bezieht sich auf sauer gewordene Milch, die sich nicht mehr zum Verkauf eignet und daher von den Bauern selbst verzehrt wurde und ein wichtiges Lebensmittel darstellte (siehe Herbstmilchsuppe).

## Entstehung
Anna Wimschneider hat für ihre Familie ihre Erinnerungen in vierwöchiger Arbeit in zwei Schulheften in deutscher Schrift aufgeschrieben. Das Manuskript gelangte durch Zufall an den Piper-Verlag, der Mühe hatte, Wimschneider von einem Buchprojekt zu überzeugen. Die handschriftliche Aufzeichnung wurde von Katrin Meschkowski, einer Vertrauten des Verlegers Ernst Piper, zum Teil stark umgeschrieben, der Sprachduktus wurde geändert.
Nach dem Tod von Anna Wimschneider gelangte das Manuskript in die Bayerische Staatsbibliothek.

## Verfilmung
Das Buch wurde 1988 von Joseph Vilsmaier mit seiner Ehefrau Dana Vávrová und Werner Stocker in den Hauptrollen unter dem Titel Herbstmilch verfilmt. Unterstützt durch die Verfilmung stand das Buch im Jahr 1989 elf Wochen lang (3. April bis 18. Juni 1989) auf Platz 1 der Spiegel-Bestsellerliste.

## Ausgaben
- Anna Wimschneider: Herbstmilch : Lebenserinnerungen einer Bäuerin. Überarbeitet von Katrin Meschkowski. München ; Zürich : Piper, 1984
  - Anna Wimschneider: Herbstmilch – Lebenserinnerungen einer Bäuerin. Mit 50 Bildern aus ihrem Leben. Überarbeitet von Karin Meschowski. (Sonderausgabe.) Kabel, München 2003, 201 Seiten, ISBN 3-8225-0636-2
  - Hörbuch: gelesen von Maria Singer. Regie und Aufnahmeleitung: Johanna Steinbach-Grobst, Steinbach Sprechende Bücher, Schwäbisch Hall 2007, ISBN 978-3-88698-485-5 (4 CDs).